# Krasavec děda
Krasavec děda (v anglickém originále Gorgeous Grampa) je 14. díl 24. řady (celkem 522.) amerického animovaného seriálu Simpsonovi. Scénář napsal Matt Selman a díl režíroval Chuck Sheetz. V USA měl premiéru dne 3. března 2013 na stanici Fox Broadcasting Company a v Česku byl poprvé vysílán 29. července 2013 na stanici Prima Cool.

## Děj
Homer se stane závislým na televizní reality show s názvem Válka a krámy a rozhodne se zúčastnit aukce garáží. Vyhraje garáž za 1 000 dolarů, když přeplatí několik obyvatel města a slona Stampyho. Rodina projde její obsah a zjistí, že je plná dámského oblečení a časopisů o svalovcích, které patří dědovi. Marge dojde k závěru, že děda je skrytý gay, který byl po většinu života nucen být heterosexuálem. Homer a Marge dohodí dědovi schůzku s Waylonem Smithersem, ale plán selže, když přijde pan Burns a Smitherse vystraší. Marge se pak dědovi přizná, že si myslela, že je homosexuál, na což se děda rozzuří a pan Burns prozradí, že děda ve skutečnosti býval starým wrestlerem zvaným „krasavec Godfrey“, jehož radikálním stylem boje komunita wrestlingových fanoušků silně opovrhovala, což ho donutilo odejít do důchodu. Burns se ukáže jako Godfreyho největší fanoušek. Poté dědu přesvědčí, aby se vrátil na wrestlingovou scénu, což děda udělá. Ačkoli se opět setkává s odporem, Godfrey pod Burnsovou manipulací pokračuje v hraní. 
Bart je Godfreyem brzy fascinován a začne napodobovat jeho manýry, které používá v ringu. Přitahuje však i nenávist, což Homera a Marge znepokojuje, ale Godfreyho a Burnse těší. Pod Burnsovým dohledem se Godfrey a Bart stanou partnery v týmovém wrestlingovém zápase. Marge se snaží na dědu apelovat, ale ten její snahy odmítá. Změní však názor, když vidí, jak Bart obtěžuje diváky, a vezme na sebe další zápasnickou identitu, kterou nazve „Poctivý Abe“, aby Barta přesvědčil, aby se svými způsoby přestal. Když proti tomu Burns protestuje, děda s Bartem ho v ringu porazí. Poté oba odcházejí do zápasnického důchodu.

## Přijetí

### Přijetí kritikou
Robert David Sullivan z The A.V. Clubu dal epizodě známku B− a uvedl: „Řada už byla hodně zatížena nostalgií a dědečkovými výstupy, takže není příjemným překvapením, když Simpsonovi narazí na garáž s krabicemi péřových boa, paruk a parfémů ve spreji v krabicích označených ‚Majetek Abe Simpsona‘.“

### Hodnocení
Díl získal v demografické skupině diváků ve věku 18–49 let rating 2,2 a sledovalo jej celkem 4,66 milionu diváků. Tím se stal nejsledovanějším pořadem v rámci bloku Animation Domination stanice Fox v ten večer.